# Summitville (Indiana)
Pour les articles homonymes, voir Summitville.
Summitville est une ville du comté de Madison (Indiana), au nord-est des États-Unis d’Amérique. La commune compte 1 090 habitants en l’an 2000. 